# ФК Ерцгебирге
ФК „Ерцгебирге“ (Ауе) (на немски: FC Erzgebirge Aue) е професионален футболен отбор от град Ауе, Саксония, Германия, състезаващ се във Втора бундеслига.

## История

### Първите години
Отборът е създаден през 1946 г. под името BSG Pneumatic Aue на името на местна фирма за инструменти. Смяната на спонсор води и до смяна на името на Zentra Wismut Aue през 1949 г. и накрая на SC Wismut Aue през 1951 г.

### Преместването
Клубът се представя добре и през 1954 г. правителството на Германската демократична република решава, че близкият окръжен град Кемниц, малко по-рано преименуван на Карл-Маркс-Щат, заслужава добър отбор. Реално местене няма и отборът продължава да се състезава под името SC Wismut Karl Marx Stadt. Точно тогава отборът става лидер в източногерманския футбол. Печели купата на ГДР за 1955 г. и става шампион на ГДР за 1956, 1957 и 1959 година. През 1959 г. отборът също така играе финал за купата на ГДР, загубен от „Динамо“, Берлин след 0:0 и 2:3 в преиграването. През 1963 г. гр. Кемниц се сдобива със собствен клуб, и виолетовите отново приемат името BSG Wismut Aue.

### Отборът до и след обединението
Оттам нататък отборът се радва на относително добро представяне в майсторския ешелон на ГДР, и независимо, че отборът не печели шампионата повече, държи рекорда за най-много мачове в Оберлигата. През 1985 г. в Купата на УЕФА отборът губи в първия кръг от „Днипро“. След обединението клубът редактира името си на FC Wismut Aue, преди да се установи настоящото име Erzgebirge Aue.

### В обединена Германия
В новите футболни лиги „Ауе“ започва да играе в аматьорската Оберлига Североизток/Юг(III), която впоследствие става Regionalliga Nord (III). Отборът поднася изненада, печелейки титлата в Регионаллигата през 2003 г., като тогава преминава във 2-ра бундеслига. Отборът се представя на равнище, което го нарежда в златната среда.

### Сезон 2007/2008
В този сезон отборът отново е изправен пред предизвикателство, като вероятно съставът ще опита да постигне връщане в елитна дивизия.

## Състав

### Вратари
- Томаш Бобел
- Щефан Флаудер
- Аксел Келер

### Защитници
- Йорг Емерих
- Томаш Кос
- Хендрик Лийберс
- Норман Лоозе
- Томас Паулус
- Рене Трекопф

### Халфове
- Николас Фелдхан
- Том Гийслер
- Кевин Хампф
- Кевин Хансен
- Флориан Хелер
- Марко Курт
- Фабиан Мюлер
- Даниел Рупф
- Карстен Щресер

### Нападатели
- Скердилаид Кури
- Иржи Кауфман
- Томаш Клинка
- Адам Немец
- Любиша Стрбац
- Фийте Сикора

## Български футболисти
- Димитър Рангелов: 2007-2009 (64 мача / 20 гола), 2011-2012 (30 / 12), 2018-2020 (46 / 18)
- Мартин Тошев: 2016 (4:0)